# Resolutie 1933 Veiligheidsraad Verenigde Naties
Resolutie 1933 van de Veiligheidsraad van de Verenigde Naties werd unaniem door de VN-Veiligheidsraad aangenomen op 30 juni 2010 en verlengde de VN-vredesmissie in Ivoorkust tot eind 2010.

## Achtergrond
In 2002 brak in Ivoorkust een burgeroorlog uit tussen de regering in het christelijke zuiden en rebellen in het islamitische noorden van het land. In 2003 leidden onderhandelingen tot de vorming van een regering van nationale eenheid en waren er Franse en VN-troepen aanwezig. In 2004 zegden de rebellen hun vertrouwen in de regering op en namen opnieuw de wapens op. Het noorden van het land werd voornamelijk door deze Forces Nouvelles gecontroleerd. Er werden illegaal diamanten uitgevoerd via de buurlanden en wapens ingevoerd via Burkina Faso, zo concludeerden VN-experts.

## Inhoud

### Waarnemingen
De Veiligheidsraad herhaalde haar steun aan het akkoord dat op 4 maart 2007 was ondertekend door president Laurent Gbagbo van Ivoorkust en rebellenleider Guillaume Soro. Men sprak ook opnieuw waardering uit over president Blaise Compaoré van Burkina Faso die als bemiddelaar optrad.
De Raad veroorldeelde elke poging om het vredesproces al dan niet met geweld te verstoren. Verder bleven de mensenrechten en schendingen ervan reden tot bezorgdheid.

### Handelingen

#### Inzake het vredesproces
De laatste presidentsverkiezingen in Ivoorkust dateerden nog van 22 oktober 2000 en men was bezorgd over de vertragingen in het verkiezingsproces en het gebrek aan een agenda voor het houden van nieuwe verkiezingen. Op de partijen werd aangedrongen zich aan de gedragscode te houden die ze met bij secretaris-generaal van de Verenigde Naties getekend hadden.
Op alle Ivorianen werd aangedrongen zich te onthouden van haatspraak, intollerantie en geweld. De secretaris-generaal vroeg de Veiligheidsraad in een rapport gerichte sancties op te leggen aan media die de politieke spanningen verder opdrijven en aanzetten tot geweld. Verder moest ook aan een oplossing voor de ontheemden worden gewerkt.

#### Inzake UNOCI's mandaat
Het mandaat van de UNOCI-vredesmacht werd vernieuwd tot 31 december 2010 en uitgebreid en omhelsde:

#### Stabiliteit
a. Observatie van gewapende groepen,
b. Bescherming van de bevolking,
c. Toezicht op het wapenembargo,
d. Het vredesproces bij het publiek promoten,
e. De mensenrechten ondersteunen,
f. De hulpverlening ondersteunen,

#### Verkiezingsproces
g. De organisatie van vrije verkiezingen ondersteunen,
h. De identificatie van de bevolking ondersteunen,

#### Andere taken inzake het vredesproces
i. De ontwapening, demobilisatie en herintegratie van ex-strijders en wapenopslag,
j. De verspreiding van het overheidsgezag en justitie over heel Ivoorkust ondersteunen,
k. Bijdragen aan de hervorming van leger en politie,

#### Andere taken
l. De bemiddelaar ondersteunen in zijn werk,
m. VN-personeel en -materiaal beschermen.
UNOCI werd geautoriseerd alle nodige middelen aan te wenden om dit mandaat uit te voeren. De sterkte van de missie bleef ongewijzigd op maximaal 8650 manschappen, waaronder 7200 troepen, 192 militaire waarnemers, 1250 politie en 8 douaniers. Wel zou een tijdelijke uitbreiding met 500 man overwogen worden.
Verder werd de autorisatie van de Franse troepen die ter ondersteuning van UNOCI ter plaatse zijn verlengd tot 31 december 2010. Ten slotte werd beslist het nieuwe mandaat, de structuur en sterkte van UNOCI en de aanwezigheid van de Franse troepen tegen het einde van het jaar opnieuw te herzien.

## Verwante resoluties
- Resolutie 1911 Veiligheidsraad Verenigde Naties
- Resolutie 1924 Veiligheidsraad Verenigde Naties
- Resolutie 1942 Veiligheidsraad Verenigde Naties
- Resolutie 1946 Veiligheidsraad Verenigde Naties

Lijst ·  1908 ·  1909 ·  1910 ·  1911 ·  1912 ·  1913 ·  1914 ·  1915 ·  1916 ·  1917 ·  1918 ·  1919 ·  1920 ·  1921 ·  1922 ·  1923 ·  1924 ·  1925 ·  1926 ·  1927 ·  1928 ·  1929 ·  1930 ·  1931 ·  1932 ·  1933 ·  1934 ·  1935 ·  1936 ·  1937 ·  1938 ·  1939 ·  1940 ·  1941 ·  1942 ·  1943 ·  1944 ·  1945 ·  1946 ·  1947 ·  1948 ·  1949 ·  1950 ·  1951 ·  1952 ·  1953 ·  1954 ·  1955 ·  1956 ·  1957 ·  1958 ·  1959 ·  1960 ·  1961 ·  1962 ·  1963 ·  1964 ·  1965 ·  1966